# 스바루 플레오
스바루 플레오는 스바루의 경승용차이다.

## 개요
1998년 가을은 일본 경자동차 시장에 물갈이의 시간이었다. 비비오의 후속 차종으로 출시되었으며, 스즈키 왜건 R, 다이하쓰 무브, 혼다 라이프등이 모두 1998년 10월을 기점으로 풀 모델 체인지되었다. 스바루도 이에 맞추어 신 모델을 개발했는데, 전 모델 비비오의 인기가 하락세였기 때문에 이름을 그대로 사용하는 데에 무리가 있다고 판단, "플레오"라는 이름으로 내놓게 되었다.
스바루자동차는 판매 초기 톨 왜건형의 모델이라 홍보했으나, 전고 1.6m 이상을 톨 왜건으로 보는 일본 시장에서 전고 1,575mm의 플레오는 톨 왜건으로 보기에는 무리가 있었다. 그러나 해치백형으로 볼 수도 없는 것이 해치백형은 대개 1.4m대의 전고를 가지고 있었기 때문이다.
초기에는 이러한 어중간한 키 때문에 어려움을 겪었으나, 후에는 이 '어중간한 키'를 강조, 톨 왜건과 해치백 사이 단계가 없었던 일본 시장에 세미 톨 왜건이라는 분류를 개척하는 데 성공했다는 평을 받았다. 또한 톨 왜건은 높이로 인해 타워 주차장에 들어갈 수 없는 데에 착안, 전고를 일본 타워 주차장 규격에 맞춘 1,550mm로 수정하는 전략을 펴기도 했다.
그러나 2007년 후속 스텔라가 나오면서 승용 모델은 단종되고 밴 모델만 남았다가, 2009년 후반 도요타가 스바루의 대주주가 되자(그 전까지는 GM이었음), 플레오는 단종되고, 다만 역시 도요타의 자회사인 다이하쓰의 미라를 가져다 OEM공급 받는 상황에서, 이 모델의 이름을 플레오로 하였으나, 해치백형인 미라의 특성상, 사실상 플레오의 후속이 아닌, 스바루 R2의 후속이라 할 수 있다.

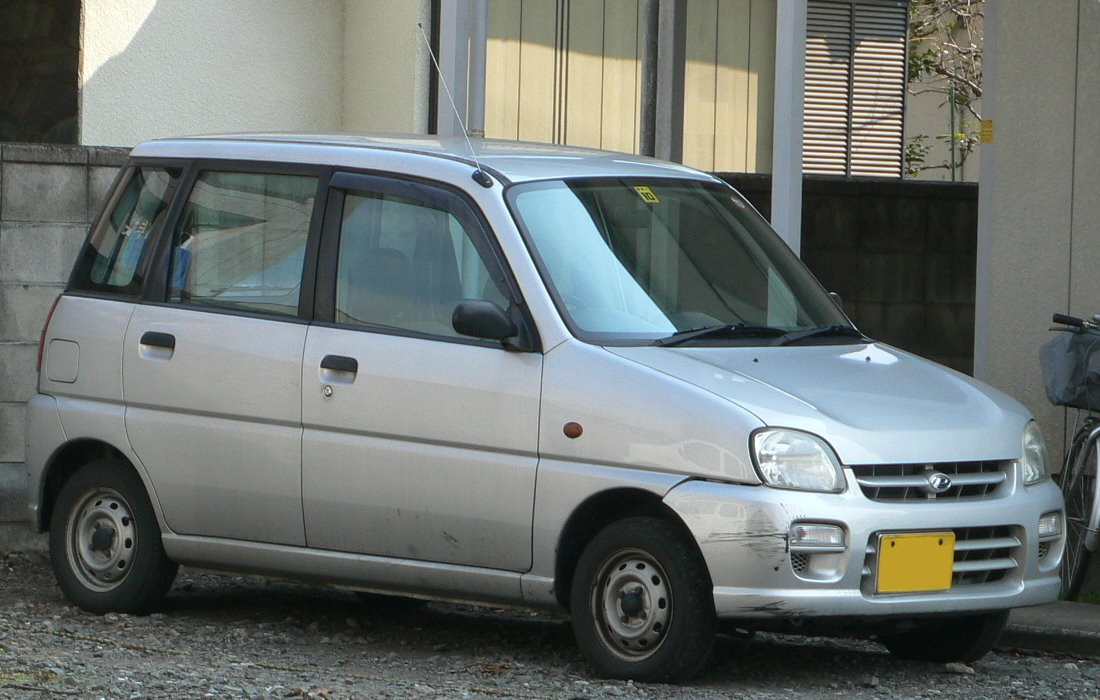
전기~중기형 모델의 앞모습
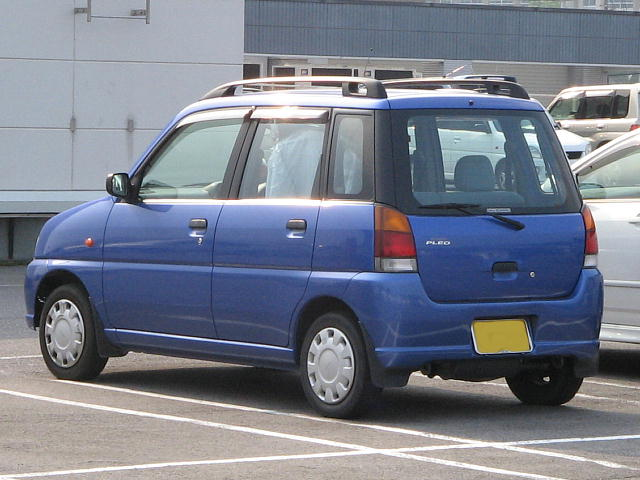
전기~중기형 모델의 뒷모습
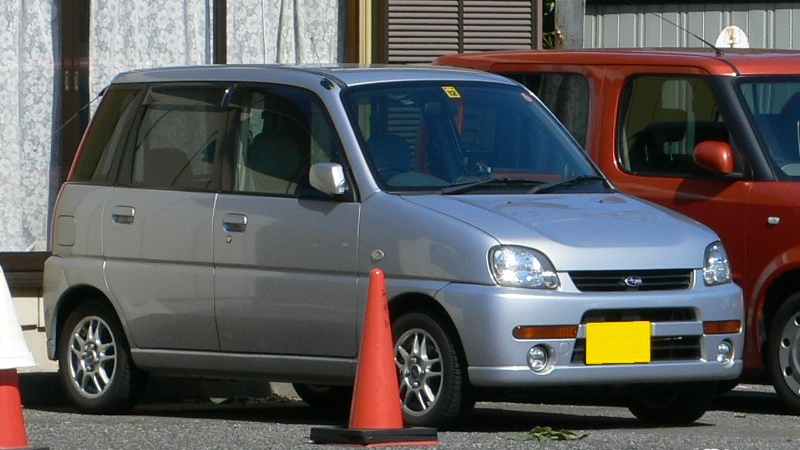
후기형 모델의 앞모습
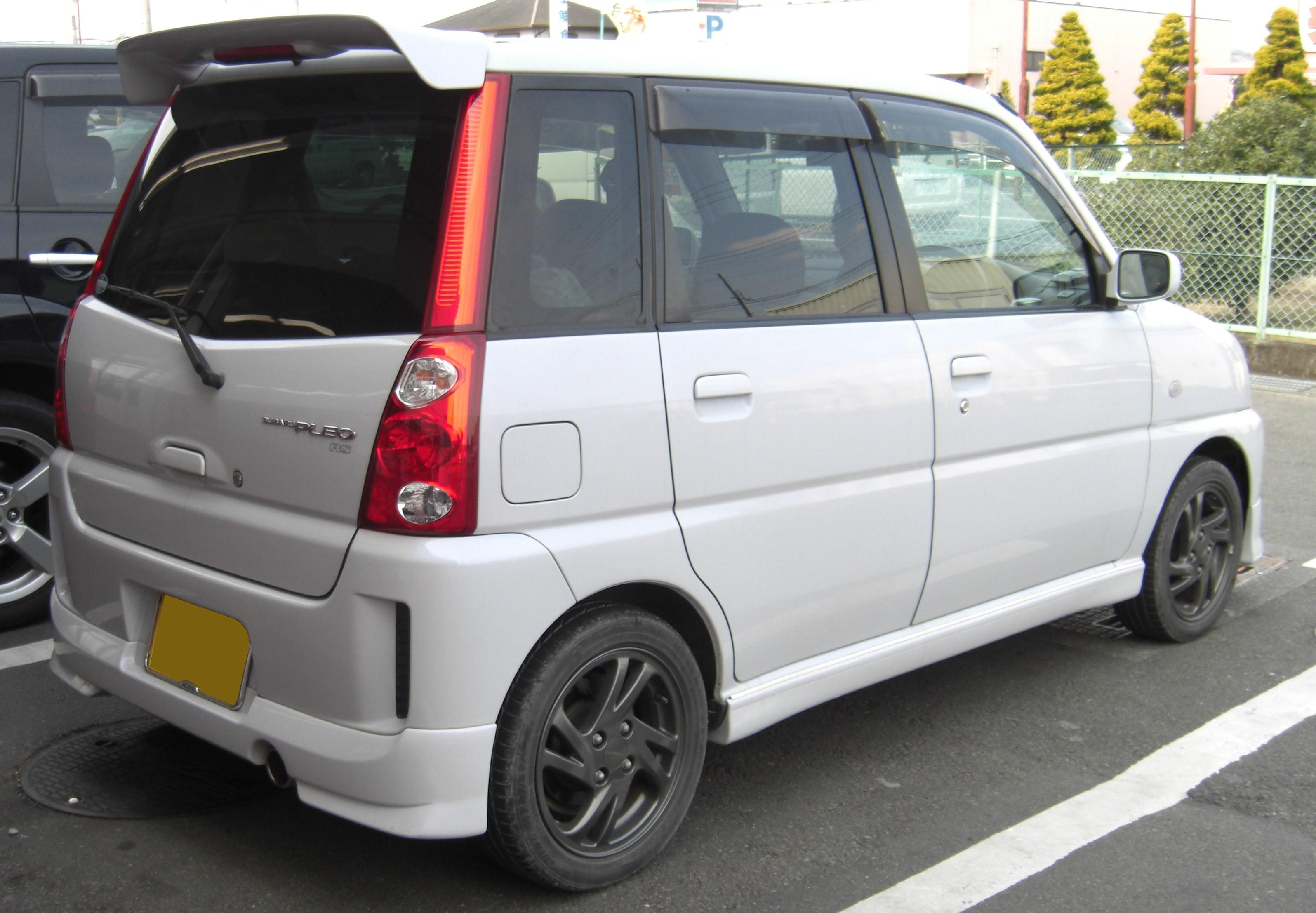
후기형 모델의 뒷모습
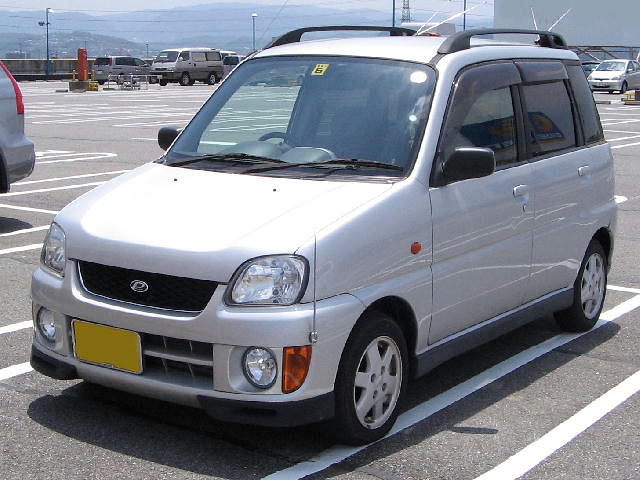
RM 혹은 RS 모델
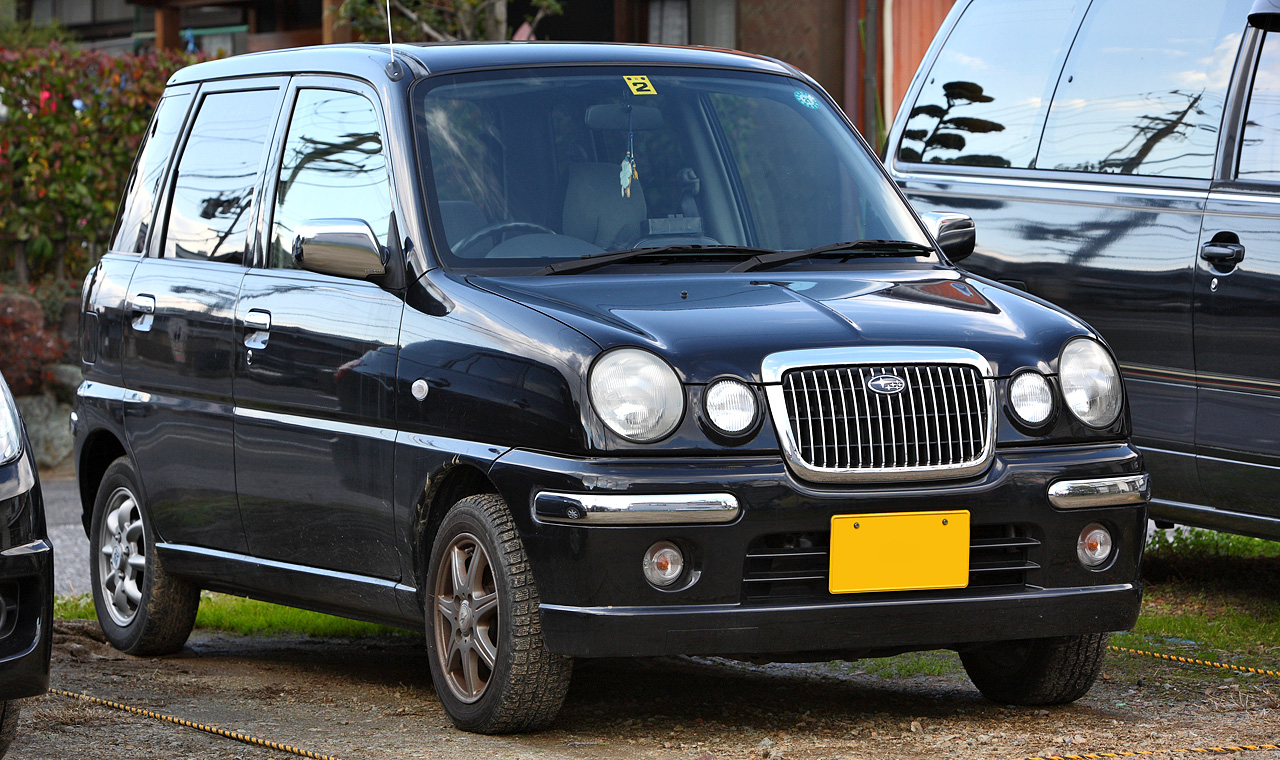
네스타(NESTA) 모델
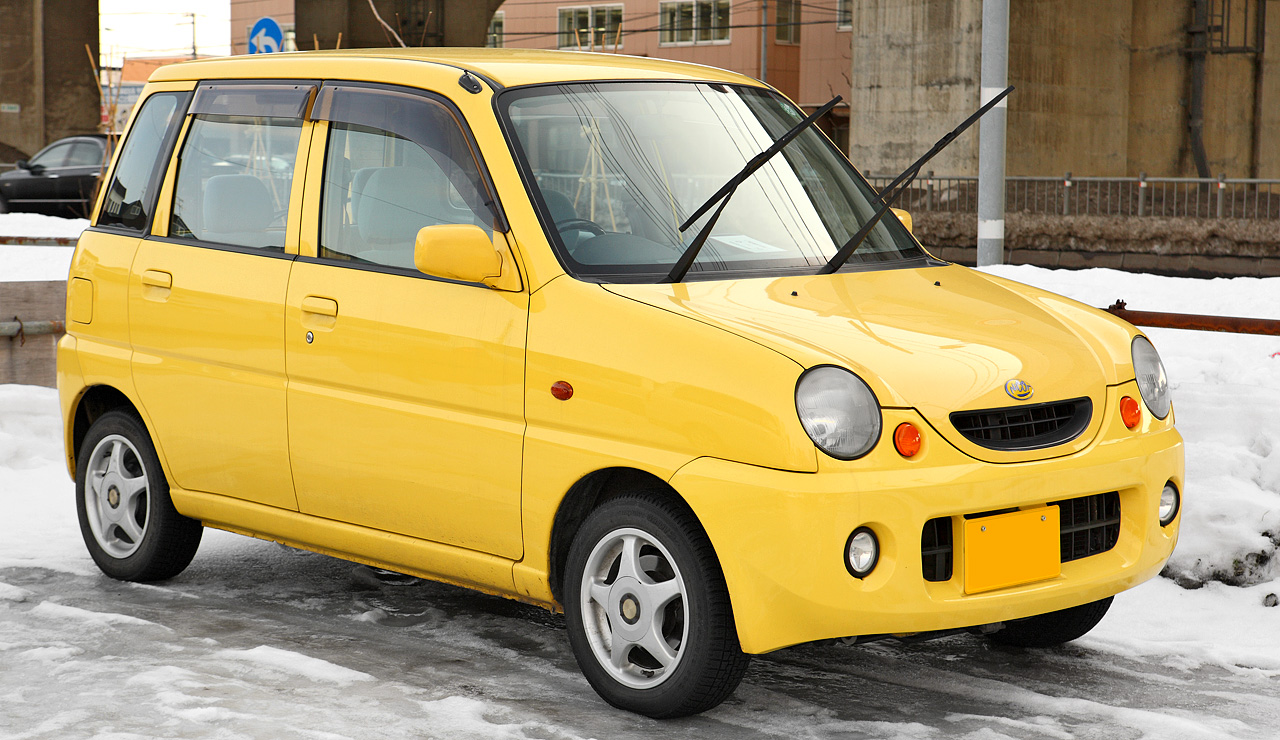
니코토(NICCOTO) 모델

## 모델 종류
1998년 등장 당시(전기형)
F -기본형
L -고급형
LM -최고급형
RM -스포티형
RS -고급 스포티형
A -밴형

2000년 10월 마이너 체인지(중기형)
F -기본형
L -고급형
LM -최고급형
LS -RM, RS보다는 덜 스포티한 모델
RM -스포티 모델
RS -고급형 스포티 모델
NICCOTO -깜찍할을 강조한 모델
NESTA G -복고풍의 모델
NESTA RG -고급형 복고풍의 모델
A -밴형

2002년 10월 마이너 체인지
F -염가형 (FS가 생기며 지위 강등)
FS -기본형
L -고급형
LM -최고급형
LS -RM, RS보다는 덜 스포티한 모델
RM -스포티 모델
RS -고급형 스포티 모델
NICCOTO -깜찍할을 강조한 모델
NESTA E -복고풍의 모델 (NESTA G에서 이름 변경)
NESTA GS -고급형 복고풍의 모델 (NESTA RG에서 이름 변경)
A -밴형

2006년 6월 이후
F -승용형 (07.07까지 존속)
A -밴형 (10년 초까지 존속)

2010년 3월 2세대(다이하쓰 미라 OEM)
F -기본형
L -고급형
L LIMITED -최고급현
CUSTOM R -소포티 모델
CUSTOM RS -고급형 스포티 모델
A -밴형

## 참조
GOO-NET 제공 자료
1
2
3
제조사 홈페이지